# 狩野益信
狩野 益信（かのう ますのぶ、寛永2年（1625年） - 元禄7年1月8日（1694年2月1日））は、日本の江戸時代前期に活動した狩野派（江戸狩野）の絵師。幼名は山三郎、通称は采女、号は洞雲・宗深道人・松蔭子。別号は、松蔭斎、薄友斎。狩野探幽の養子で、江戸幕府御用絵師の中で奥絵師4家に次ぐ家格を持つ表絵師筆頭（御坊主格）駿河台狩野家の祖。後述する号から狩野洞雲とも言われる。

## 略伝
彫金家・後藤勘兵衛家の後藤立乗の長子として生まれる。伯父に勘兵衛家を嗣いだ後藤覚乗がいる。
幼少時に書を松花堂昭乗に学び、画を好んだ。その画技を見込まれて寛永12年（1635年）、11歳で探幽の養子となる。後藤家と狩野家とは共に幕府の御用を務め、日蓮宗信者といった共通点を持ち、狩野元信の代に遡ると言われるほど古くから繋がりがあったようだ。探幽の弟狩野安信に可愛がられその娘を妻とし（『狩野五家譜』）、3代将軍徳川家光に寵愛された。しかし探幽に実子探信・探雪ができると、万治2年（1659年）の35歳の時に南光坊天海の紹介で別家し、寛文7年（1667年）に新たに駿河台に屋敷を拝領し、駿河台狩野家を興こす。天和2年（1682年）には新たに20人扶持を得て、他の表絵師の5人扶持（山下狩野家10人扶持を除く）より高い格式を得た。また同年、11歳の養子であり探幽の実子で勘当されていた五右衛門（勘当の理由は不明）の子狩野福信（洞春、1672年 - 1724年）がお目見えしている。
承応・寛文年度の京都御所造営に伴う障壁画制作に参加したが、結婚・養子縁組で探幽・安信兄弟と繋がりが出来た益信と狩野常信はこの仕事を通じてしばしば狩野派内部での序列が入れ替わっている。承応3年（1654年）の内裏障壁画制作における画家の地位は探幽の養子だった益信が常信より上だったが、寛文2年（1662年）の再度の内裏障壁画制作で両者の地位が逆転し、別家を立てて探幽の養子でなくなった益信は常信より下になっている。探幽亡き後の延宝3年（1675年）の内裏障壁画制作では再び益信が常信より上の地位に戻ったが、これは安信の長女・次女がそれぞれ益信・常信に嫁いでいた関係からであり、狩野派では主導者との関係によって画家の序列が決まることが慣例だった。
寛文5年（1665年）9月、益信の絵を見た隠元隆琦から絶賛され、「洞雲」の号を与えられる。以後の作品には「洞雲」印または「洞雲筆」などの落款が伴うことが多い。晩年の元禄4年（1691年）には湯島聖殿に「七十二賢及先儒ノ像」を描き、住吉具慶、北村季吟らと共に法眼に叙されたが、3年後の元禄7年（1694年）に没した。享年70。法名は智光院法眼洞雲宗深居士、墓所は護国寺（後に多磨霊園に改葬）。子が無かったため、跡は福信に継がせた。弟子に小原慶山、佐久間洞巖、清水洞郁、増井貞三など。

## 養子としての苦悩
生来生真面目な性格だったらしく、養子時代には偉大な探幽の跡取りとして苦悩する様子が見える史料が残る。
大徳寺僧の春沢宗晃の『昂隠集』巻二に「與狩野洞雲」という項目がある。内容は、益信がかつて隠元に「画業において肝心なことは何か」と尋ねると「無心に描けばよい」と言われたが、自分にはわからないのでどういうことか説いて欲しいと春沢に乞いその返事を記したものである。春沢は「一心は二つの働き（二用）をすることはできない。あなたが龍を描くときには、心すべてが龍そのもので、他の思いがあってはならない。このようにして描けば、霊ある龍、威のある虎が描けるはずである。二用の心がけがない状態を会得することができれば、何を描いても自然と「神妙」な絵が描ける。そのことをただ思いなさい」と答えた。
隠元との面会後間もなくのことだと想定すれば、益信は既に40代前半で何らかの画境に至っていても不思議ではない年齢である。しかし、探幽の天才ぶりを目の当たりにしその画風を模範とした益信には、無心で描くという別次元の理屈がなかなか飲み込めなかったようだ。また真偽は不明だが、若い頃に久隅守景の息子彦十郎（狩野胖幽）と悪所通いをしたという逸話（『古画備考』）も、探幽との画力の差に悩み憂さ晴らしを求めての行動とも取れる。
こういた性格を反映してか画技も探幽様式をよく学んで堅実・丁寧で、探幽が養子に望んだだけあって作品はどれも一定以上の水準を保っている。その反面、やや丁寧すぎて画面に生気が乏しく硬直化し、伸びやかさや軽やかさに欠けるきらいがある。

## 代表作
| 作品名                     | 技法               | 形状・員数  | 寸法（縦x横cm）   | 所有者                   | 年代              | 落款                                                                            | 備考 |
| -------------------------- | ------------------ | ----------- | ----------------- | ------------------------ | ----------------- | ------------------------------------------------------------------------------- | --- |
| 年中行事図屏風             |                    | 六曲一隻    | 154.6x386.0       | 東京国立博物館           |                   | 款記「益信筆」                                                                  | |
| 新六歌仙画帖               |                    |             | 44.2×27.4（各）   | 東京国立博物館           |                   |                                                                                 | |
| 楠正成図                   |                    | 1幅         | 72.3x111.5        | 東京国立博物館           |                   |                                                                                 | |
| 想夫恋図                   | 紙本著色           | 1幅         | 123.0x51.0        | 東京富士美術館           |                   |                                                                                 | |
| 新三十六歌仙画帖           | 絹本著色金銀泥     |             | 31.7x24.6（各）   | フェリス女学院大学       |                   |                                                                                 | |
| 中殿御会図屏風             | 紙本金地著色       | 四曲一双    |                   | 個人                     |                   | 款記「益信筆」                                                                  | |
| 堀川夜討絵巻               | 紙本著色           | 2巻         | 32.8x?            | 神奈川県立歴史博物館     |                   |                                                                                 | |
| 仙人遊戯図                 | 絹本著色           | 双幅        | 約188x142         |                          |                   |                                                                                 | 所沢市指定文化財 |
| 西村志摩之助画像           | 紙本著色           | 1幅         |                   | 二本松市・台雲寺         |                   | 款記「益信筆」                                                                  | 像主は二本松藩主で男色を好んだ丹羽光重の寵童。 |
| 源頼朝像                   | 絹本著色           | 1幅         |                   | 長勝寺                   |                   | 款記「狩埜洞雲筆」 「宗深」朱文方印                                             | 茨城県指定文化財。太嶽祖清賛。 |
| 百鬼夜行図                 | 紙本著色           | 1巻         | 29.0x1196.0       | 国立歴史民俗博物館       |                   | 款記「右百鬼夜行以古圖寫之／狩埜洞雲筆」 朱文方印                               | 真珠庵本系の百鬼夜行図だが、真珠庵本には見られない妖怪や細部が異なるものが少なくない。 |
| 倭武仙図                   |                    |             |                   | 個人                     |                   |                                                                                 | 仙台藩伊達家発注の豪華な大名道具。 |
| 文殊・寒山拾得図           | 紙本墨画           | 3幅対       |                   | 南砺市・善徳寺           |                   |                                                                                 | |
| 十二ヶ月花鳥図             | 絹本著色           | 六曲一双    |                   | 岐阜市歴史博物館         |                   |                                                                                 | |
| 天神・松・梅図             | 紙本著色           | 3幅対       |                   | 守口市・佐太天神宮       | 1654年（承応3年   | 款記「益信」 「益信」朱文方印                                                   | 箱書きに承応3年（1654年）2月25日永井尚庸が奉納とある。中幅の天神は林羅山、松図は林鵞峰、梅図は林春徳の賛。 |
| 瀟湘八景図                 | 絹本墨画           | 2巻         |                   | 聖衆来迎寺               |                   | 款記「狩野益信筆」                                                              | 狩野安信との合作で、上巻を安信、下巻を益信が担当。 |
| 四季耕作図                 |                    | 六曲一双    |                   | 聖衆来迎寺               |                   |                                                                                 | |
| 洛中洛外図屏風             | 紙本墨画淡彩       | 六曲一双    |                   | 京都文化博物館           |                   | 「益信」壺形印                                                                  | 金地著色の作品が殆どの洛中洛外図屏風のなかで、淡彩の水墨で描いた珍しい作品。 |
| 玉取図                     | 絹本著色           | 1幅         | 114.7x47.3        | 泉屋博古館               |                   | 款記「益信筆」 「松蔭子」朱文方印                                               | 幸若舞『大織冠』に取材。 |
| 朝鮮通信使歓待図屏風       | 紙本金地著色       | 八曲一双    | 166.6x500.0（各） | 泉涌寺                   |                   | 款記「益信筆」 「松蔭子」朱文印                                                 | 京都市指定文化財。「朝鮮通信使に関する記録」内の1件として世界の記憶に登録。泉涌寺では東福門院遺愛の品と伝わる。明暦元年（1655年）第6回朝鮮通信使の際と言われる、江戸城での将軍と使節が対面する場面を描いたもの。 |
| 賢帝図屏風                 | 紙本金地著色       | 六曲一双    | 163.8x362.0（各） | 個人                     |                   | 款記「狩野洞雲筆」 「松蔭子」朱文印                                             | |
| 和漢名画巻                 | 絹本著色・墨画     | 1巻         | 29.5x988.4        | 個人                     |                   | 款記「狩埜洞雲筆」                                                              | |
| Goats And Moon             | 絹本著色           | 1幅         |                   | インディアナポリス美術館 |                   | 款記「縣洞雲筆」 「益信」壺形印                                                 | |
| 朝鮮通信使行列図巻         |                    |             |                   | ロンドン大学             |                   |                                                                                 | |
| 龍頭龍尾図                 |                    |             |                   | 龍安寺                   |                   |                                                                                 | |
| 佐久間将監像               |                    |             |                   | 龍光院                   |                   |                                                                                 | 探幽筆の将監像（現在所在不明）の模本。将監夫人像と対幅。 |
| 恵日院重郷肖像             | 絹本著色           | 1幅         | 118.8x51.8        | 長圓寺（西尾市）         |                   |                                                                                 | 板倉重郷の肖像。 |
| 琴棋図・書画図             | 紙本墨画           | 襖8面・12面 |                   | 玉林院（大徳寺塔頭）     | 1669年（寛文9年） | 款記「洞雲筆」                                                                  | 前者は西衣鉢の間、後者は衣鉢の間所在。琴棋書画図は一緒に描かれるのが普通だが、玉林院本堂は8室あり、通常の6室よりも多いため、2つに分けて描いたと考えられる。                                                      |
| 毘沙門堂宸殿障壁画         | 紙本著色、一部金地 | 104面       |                   | 毘沙門堂                 | 1675年（延宝3年） | 上段之間（御成之間）床右側袖壁貼付に款記「洞雲筆」落款 朱文方印一顆（印文不明） | 京都市指定文化財（美術工芸）。寺伝によると、後西天皇旧殿を1693年（元禄6年）に移築したものとされる。 |
| 聖護院宸殿障壁画           |                    |             |                   |                          |                   |                                                                                 | |
| 海福院（妙心寺塔頭）障壁画 |                    |             |                   |                          |                   |                                                                                 | |
| 寂光釘念仏縁起絵巻         | 紙本著色           | 1巻         | 30.7x             | 輪王寺                   | 1692年（元禄5年） |                                                                                 | 狩野探雪・常信との合作。詞書は公弁法親王。 |